# Hoàng đương lá nhỏ
Youngia tenuifolia là một loài thực vật có hoa trong họ Cúc. Loài này được (Willd.) Babc. & Stebbins miêu tả khoa học đầu tiên năm 1937.